# Palacio de los Condes de San Julián
El palacio de los Condes de San Julián es una casa solariega situada en la ciudad de Lorca (Región de Murcia, España) cuyos orígenes se remontan al siglo XVII, aunque su apariencia externa está alterada por modificaciones realizadas en el siglo XVIII otorgándole aspecto de fortaleza, y neomudéjares realizadas a comienzos del XX.

## Historia
El inmueble fue erigido por los Pérez de Meca, una de las familias nobiliarias más importantes de la Lorca del XVII.
A lo largo de los siglos la familia ocupó importantes cargos dentro del Concejo lorquino, y emparentó con otras familias importantes como los Marín Ponce de León. A mediados del siglo XIX, con motivo de la concesión a su propietario Antonio Pérez de Meca del título de Conde de San Julián, el edificio pasó a ser conocido como palacio de los Condes de San Julián.
Un sector importante de los jardines del palacio pasaron a propiedad pública, parte de los cuales conforman hoy día la Plaza Calderón

## Arquitectura
El edificio que permanece hoy es el resultado de las modificaciones sufridas a lo largo de los siglos por un inmueble construido en el siglo XVII. 
Las modificaciones realizadas en el siglo XVIII tuvieron como objetivo dotar al palacio de aspecto de fortaleza, aunque conservando elementos originales de la fachada como la portada barroca o los escudos de la familia.
La portada de acceso consiste en una puerta adintelada flanqueada por pilastras dóricas con fustes decorados. Sobre las columnas descansa un potente arquitrabe decorado con triglifos y metopas clásicas, sobre el que se sitúa el escudo familiar sostenido por dos leones. Este escudo es una copia del original, que se encuentra situado decorando la fachada del torreón del palacio.
Todo el conjunto está rematado por almenas escalonadas al estilo oriental, añadidas en el siglo XIX.